# 127737 Ferretti
127737 Ferretti este o planetă minoră (asteroid) din centura de asteroizi. A fost descoperită pe 26 martie 2003 la  de . 
Obiectul prezintă o orbită caracterizată de o semiaxă mare de 2,6110164961832 UAi, o excentricitate de 0,09291325376859, o înclinație de 2,72917819863 ° în raport cu ecliptica.